# Pascal Braconier
Pour les articles homonymes, voir Braconnier.
Pascal Joseph Frédéric Léon Braconier dit Frédéric, né le 20 novembre 1860 à Liège et mort le 2 janvier 1942 dans son château d'Éhein, fut un industriel et homme politique libéral belge, neveu du sénateur libéral Frédéric Braconier.
Il fut élu député pour l'arrondissement de Huy-Waremme du cartel libéral-socialiste lors des élections législatives de 1908, il démissionna immédiatement pour céder son siège au socialiste Joseph Wauters, il est élu quelques jours plus tard sénateur de la province de Liège (1908-1912) par le conseil provincial.

## Généalogie
- Il fut fils de Léon (1830-1907) et Mélanie Mouton (1839-1921).
- Il épousa en 1888 Camille Lamarche;

## Sources
- Industrie et politique au pays de Liège - Frédéric Braconier, par Nicole Caulier-Mathy - journalbelgianhistory.be